# Portsmouth, Virginia
Portsmouth är en stad och ett countyfritt område (independent city) i sydöstra Virginia i USA med en befolkning på 101 337 (år 2006).
Portsmouth grundades 1752 och var i början av 1900-talet en betydande örlogshamn med varv och förråd för flottan. Portsmouth var även exporthamn för lantbruksprodukter och ostron.